# Dawn Staley
Dawn Michelle Staley (nascida em 4 de maio de 1970)  é uma Hall da Fama do basquete americano, como jogadora e treinadora, treinadora que atualmente é a técnica principal do South Carolina Gamecocks. Staley ganhou três medalhas de ouro olímpicas com a equipe dos EUA como jogadora e mais tarde foi técnica de outra equipe vencedora da medalha de ouro dos EUA. Staley foi convidada para carregar a bandeira dos Estados Unidos na cerimônia de abertura dos Jogos Olímpicos de Verão de 2004. Depois de jogar como armadora na Universidade da Virgínia sob o comando de Debbie Ryan e ganhar a medalha de ouro nos Jogos Olímpicos de Verão de 1996, ela jogou profissionalmente na American Basketball League e na WNBA. Em 2011, os fãs nomearam Staley como uma das 15 melhores jogadoras da história da WNBA. Staley foi incluída no Hall da Fama do Basquete Feminino em 2012, e em 2013, foi eleita para o Hall da Fama do Basquete Naismith Memorial.
Enquanto era jogadora da WNBA, ela começou a treinar o time de basquete feminino da Temple University Owls em 2000. Em oito anos na Faculdade, ela liderou o programa em seis torneios da NCAA, três campeonatos de conferências da temporada regular e quatro títulos de torneios de conferências.
No dia 7 de maio de 2008, Staley foi nomeada como a nova técnica do basquete feminino da Universidade da Carolina do Sul. Staley construiu o programa da Carolina do Sul do zero. Em suas primeiras seis temporadas como técnica principal, ela melhorou seu recorde a cada ano, vencendo a SEC em 2013-14. No final de 2014, sua equipe alcançou o primeiro lugar no ranking do programa, tornando-a apenas a segunda pessoa a jogar e treinar em um time em primeiro lugar. Staley levou a Carolina do Sul a oito campeonatos da temporada regular da SEC, oito campeonatos de torneios da SEC, 8 Sweet Sixteens, 5 Final Fours e 3 campeonatos nacionais de basquete feminino da NCAA .
No dia 2 de abril de 2020, Staley se tornou a primeira pessoa a ganhar o Prêmio Naismith como jogadora e treinadora. Ela também ganhou outros três prêmios importantes de Treinadora Nacional do Ano depois de liderar a Carolina do Sul a uma temporada de 32 vitórias e uma classificação final de primeiro lugar nas duas principais pesquisas.
Staley atuou como técnica da seleção feminina dos Estados Unidos de 2017 a 2021, terminando com um recorde perfeito de 45-0, antes de retornar em tempo integral à Carolina do Sul. Nas Olimpíadas de Tóquio de 2020, Staley conquistou sua primeira medalha de ouro como técnica principal da equipe dos EUA, e a quarta no geral, vencendo todos os seis jogos.
Em 3 de abril de 2022, Staley levou as Gamecocks ao seu segundo título nacional com uma vitória por 64-49 sobre o UConn, terminando a temporada com um recorde de 35-2 e ficando em primeiro lugar nas duas principais pesquisas durante toda a temporada. Staley seria nomeada vencedora do Prêmio Naismith como o melhor treinadora do país em 2022.
Em 7 de abril de 2024, ela guiou as Gamecocks a uma temporada perfeita e invicta de 38-0, derrotando Iowa por 87-75 para ganhar o terceiro título nacional do time. Staley mais uma vez ganhou as honras de Técnico Nacional do ano.

## Vida Pessoal
Clarence e Estelle Staley, seus pais, mudaram-se da Carolina do Sul para o norte da Filadélfia na década de 50, ainda quando adolescentes. Eles se casaram jovens e em 1967 se mudaram para uma casa de três quartos e um banheiro em um conjunto habitacional. Juntos, Clarence, um carpinteiro de meio período, e Estelle, dona de casa, criaram cinco filhos – três meninos, Lawrence, Anthony e Eric, e duas meninas, Tracey e Dawn.

## Carreira de jogadora

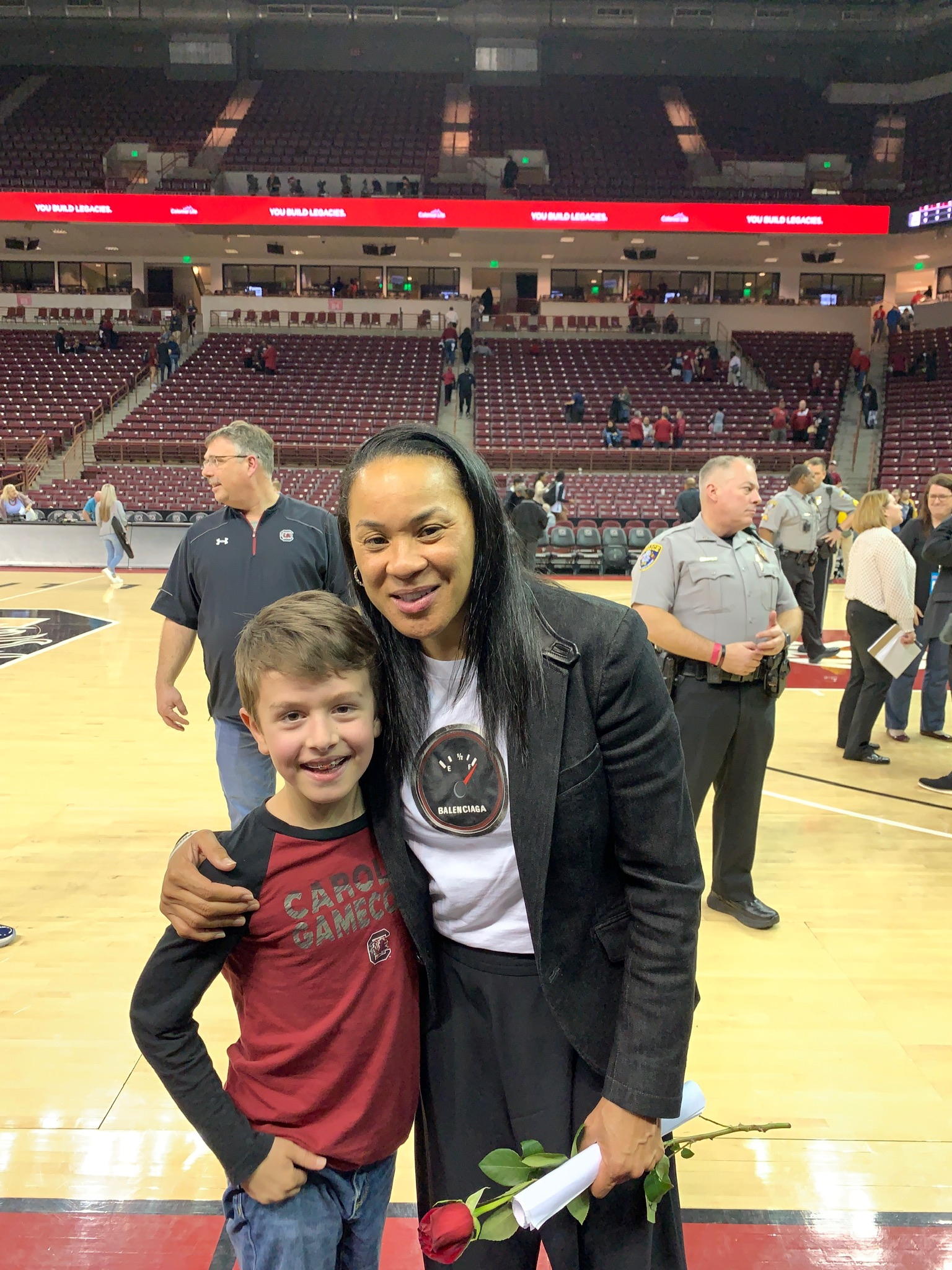
Dawn Staley com um fã

### Anos de ensino médio
Staley foi nomeada a jogadora nacional do ano durante sua última temporada na Murrell Dobbins Vocational High School, na Filadélfia.

### Anos de faculdade
Staley escolheu a Universidade da Virgínia, onde se formou em Retórica e Estudos de Comunicação. Durante seus quatro anos na faculdade, ela liderou seu time em quatro torneios da NCAA, três Final Fours e um jogo do campeonato nacional. Ela foi eleita a atleta feminina do ano do ACC e a jogadora nacional do ano em 1991 e 1992. Staley terminou sua carreira universitária com 2.135 pontos e deteve o recorde da NCAA de roubos de carreira com 454 (que desde então foi quebrado pela atual detentora do recorde, Natalie White). Ela terminou sua carreira na Virgínia como a líder de pontuação de todos os tempos da escola e como a líder de todos os tempos em assistências do ACC com 729, mas esses recordes foram quebrados desde então pelas ex-estrelas da UVA Monica Wright e Sharnee Zoll . Seu número 24 foi eternizado e aposentado pela Universidade.
De 1994 a 1995, após se formar, Staley jogou basquete profissionalmente na França, Itália, Brasil e Espanha antes de entrar na ABL e posteriormente na WNBA.